# قزل‌تاس
قزل‌تاس (به قزاقی: Kyzyltas) یک کوه در قزاقستان است که در بلندی‌های قزاق واقع شده‌است. قزل‌تاس ۱٬۲۸۳ متر بالاتر از سطح دریا واقع شده‌است.